# Gargano
Gargano er en bjergrig halvø i det østlige Italien, i provinsen Foggia, regionen Apulien. Gargano ligger ved Adriaterhavet og har et areal på ca 2.015 km². Halvøen strækker sig 50-80 km ud i Adriaterhavet. Det meste af højlandet udgør den væsentligste del af Nationalpark Gargano, der blev oprettet i 1995. Halvøens bjerge er af kalksten med karstformationer. Det højeste punkt er Monte Calvo, der er 1.056 meter over havet. På den ydre del af halvøen ligger den gamle skov Foresta Umbra, der er den eneste tilbageværende skov i Italien med ældgamle ege- og bøgeskove som en gang dækkede meget af Centraleuropa.